# Issàievo (Perm)
|  | Per a altres significats, vegeu «Issàievo». |

Issàievo (en rus: Исаево) és un poble del krai de Perm, a Rússia, que forma part del raion de Gaini. El 2010 tenia 7 habitants.